# ケヴィン・ハート
ケヴィン・ハート（Kevin Hart, 1979年7月6日 - ）は、アメリカ合衆国の俳優・コメディアン。

## 来歴
1979年、ペンシルバニア州ノース・フィラデルフィアに生まれる。ハートの幼少期に父親がコカイン中毒で服役していたため、母親に育てられた。その頃から持ち前のセンスで家族や友人などを笑わせるなどして後のコメディアンとなるべく才能を発揮。地元ノース・フィラデルフィアの高校を卒業した後に、ニューヨークへ渡り、コミュニティ・カレッジに進学した。2年間在学した後に卒業し、デビューする前はマサチューセッツ州で靴屋の販売員をしていた。その後、フィラデルフィアのナイトクラブで、スタンダップコメディアンとして活動をスタートさせた。

### コメディアン
スタンダップコメディアンとして活動をスタートさせた当初は、なかなか鳴かず飛ばずの日々が続き、時には観客席から不評のあまり食べ物が飛んできたこともあるという。しかし、その後も諦めずに経験を積み、徐々に自身のコメディ・スタイルを確立。それが観客からも徐々に受け始め、コメディアンとしての地位を確固たるものにした。後に自身が受けたインタビューでは、かつて影響を受けたコメディアンにエディ・マーフィ、クリス・ロック、ビル・コスビーらの名を挙げている。

### 俳優
2000年初頭から俳優としての活動もスタートさせ、2002年に『ペーパー・ソルジャーズ』でメジャー映画デビュー。その後も、コメディ俳優として『最'狂'絶叫計画』やモニークやスヌープ・ドッグら出演のコメディ映画『ソウル・プレイン/ファンキーで行こう!』、スティーヴ・カレル主演の『40歳の童貞男』などへ出演して頭角を現していった。2008年には『デイブは宇宙船』で、エディ・マーフィとも共演している。近年では、若手のコメディアンやコメディ俳優らが数多く共演したパニックコメディ映画『ディス・イズ・ジ・エンド 俺たちハリウッドスターの最凶最期の日』などへも出演している。
2018年12月6日、ホモフォビア（同性愛嫌悪）をあらわにした2009年から2011年にかけての発言やツイートに対する批判を受け、2019年アカデミー賞授賞式の司会を辞退した。

### 私生活
2003年にコメディエンヌ、女優として活動していたトレイ・ハートと結婚し、2人の間には2児（1男1女）が生まれたが、2011年に離婚した。
2016年8月13日、モデルのエニコ・パリッシュと再婚。翌2017年には、3人目の子供を授かっている。

## フィルモグラフィー

### 映画
| 公開年 | 邦題/原題                                                                        | 役名                               | 備考                                          | 吹き替え                                  |
| ------ | -------------------------------------------------------------------------------- | ---------------------------------- | --------------------------------------------- | ----------------------------------------- |
| 2002   | ペーパー・ソルジャーズ Paper Soldiers                                            | ショーン                           | 日本劇場未公開                                | 不明                                      |
| 2003   | 最'狂'絶叫計画 Scary Movie 3                                                     | CJ                                 |                                               | 落合弘治                                  |
| 2003   | デス・オブ・ア・ダイナスティ/HIP HOPは死なないぜ! Death of a Dynasty             | 複数の役                           |                                               |                                           |
| 2004   | ポリーmy love Along Came Polly                                                   | ヴィック                           | 日本劇場未公開                                |                                           |
| 2004   | ソウル・プレイン/ファンキーで行こう! Soul Plane                                  | ナショーン・ウェイド               | 日本劇場未公開                                |                                           |
| 2005   | 40歳の童貞男 The 40 Year Old Virgin                                              | スマートテックの客                 |                                               |                                           |
| 2005   | イン・ザ・ミックス In the Mix                                                    | バスタ                             | 日本劇場未公開                                |                                           |
| 2006   | 最終絶叫計画4 Scary Movie 4                                                      | CJ                                 | 日本劇場未公開                                | 落合弘治                                  |
| 2007   | 鉄板英雄伝説 Epic Movie                                                          | サイラス                           |                                               |                                           |
| 2008   | フールズ・ゴールド/カリブ海に沈んだ恋の宝石 Fool's Gold                          | ビッグ・バニー                     |                                               | 花輪英司                                  |
| 2008   | スーパーヒーロームービー!! -最'笑'超人列伝- Superhero Movie                      | トレイ                             | 日本劇場未公開                                | 新田英人                                  |
| 2008   | デイブは宇宙船 Meet Dave                                                         | ナンバー17                         | 日本劇場未公開                                | 後藤敦                                    |
| 2008   | Mr. ボディガード 学園生活は命がけ! Drillbit Taylor                               | 質屋のディーラー                   |                                               | （吹き替え版なし）                        |
| 2010   | お葬式に乾杯! Death at a Funeral                                                 | ブライアン                         | 日本劇場未公開                                |                                           |
| 2010   | ミート・ザ・ペアレンツ3 Little Fockers                                           | ルイス                             |                                               |                                           |
| 2012   | 憧れのウェディング・ベル The Five-Year Engagement                                | ダグ                               |                                               | 菅原雅芳                                  |
| 2012   | 魔法の恋愛書 Think Like a Man                                                    | セドリック・ウォード               | 日本劇場未公開                                | 不明                                      |
| 2013   | ディス・イズ・ジ・エンド 俺たちハリウッドスターの最凶最期の日 This Is the End    | ケヴィン・ハート                   |                                               |                                           |
| 2013   | リベンジ・マッチ Grudge Match                                                    | ダンテ・スレイトJr                 |                                               | 伊藤健太郎                                |
| 2014   | ライド・アロング〜相棒見習い〜 Ride Along                                        | ベン・バーバー                     |                                               | 勝杏里                                    |
| 2014   | きのうの夜は… About Last Night                                                   | バーニー                           |                                               |                                           |
| 2014   | ベガス流 ヴァージンロードへの道 Think Like a Man Too                             | セドリック・ウォード               | 日本劇場未公開                                | （吹き替え版なし）                        |
| 2014   | トップ・ファイブ Top Five                                                        | チャールズ                         | 日本劇場未公開                                | （吹き替え版なし）                        |
| 2015   | ベストマン -シャイな花婿と壮大なる悪夢の2週間- The Wedding Ringer                | ジミー                             | 日本劇場未公開                                | 高木渉                                    |
| 2015   | ゲット・ハード Get hard                                                          | ダーネル                           |                                               | （吹き替え版なし）                        |
| 2016   | ブラザー・ミッション -ライド・アロング2- Ride Along 2                            | ベン・バーバー                     |                                               | 勝杏里                                    |
| 2016   | セントラル・インテリジェンス Central Intelligence                                | カルヴィン・ジョイナー             |                                               | 西谷修一                                  |
| 2016   | ペット The Secret Life of Pets                                                   | スノーボール                       | 声の出演                                      | 中尾隆聖                                  |
| 2016   | ケヴィン・ハートの次は何する? Kevin Hart: What Now?                              | 本人                               | Netflix オリジナル                            |                                           |
| 2017   | スーパーヒーロー パンツマン Captain Underpants: The First Epic Movie             | ジョージ                           | 声の出演                                      | 鈴木達央                                  |
| 2017   | 人生の動かし方 The Upside                                                        | デル・スコット                     |                                               | 佐藤せつじ（配信版） 市橋尚史（ソフト版） |
| 2017   | ジュマンジ/ウェルカム・トゥ・ジャングル Jumanji: Welcome to the Jungle           | フランクリン・“ムース”・フィンバー |                                               | 伊藤健太郎                                |
| 2018   | ナイトスクール Night School                                                      | テディ・ウォーカー                 | 兼製作・脚本                                  | 上田燿司                                  |
| 2019   | ペット2 The Secret Life of Pets 2                                                | スノーボール                       | 声の出演                                      | 中尾隆聖                                  |
| 2019   | ワイルド・スピード/スーパーコンボ Fast & Furious Presents: Hobbs & Shaw          | ディンクリー                       |                                               | 勝杏里                                    |
| 2019   | ケヴィン・ハートのアフリカ系アメリカ人の歴史 Kevin Hart's Guide to Black History | 本人                               | Netflixオリジナル映画                         | 奈良徹                                    |
| 2019   | ジュマンジ/ネクスト・レベル Jumanji: The Next Level                              | フランクリン・“ムース”・フィンバー |                                               | 伊藤健太郎                                |
| 2021   | ファザーフッド Fatherhood                                                        | マシュー・ロジェリン               | 兼製作                                        | 佐々木啓夫                                |
| 2022   | マン・フロム・トロント The Man from Tront                                        | グレイム                           |                                               | 高木渉                                    |
| 2022   | DC がんばれ!スーパーペット DC League of Super-Pets                               | エース・ザ・バットハウンド         | 声の出演                                      | 高木渉                                    |
| 2022   | ミー・タイム Me Time                                                             | ソニー                             | 兼製作                                        | 高木渉                                    |
| 2023   | ダイ・ハート Die Hart: The Movie                                                 | 本人                               | Amazonオリジナル映画 テレビシリーズの再編集版 | 奈良徹                                    |
| 2024   | Lift/リフト Lift                                                                 | サイラス・ウィテカー               | Netflixオリジナル映画                         | 高木渉                                    |
| 2024   | ダイ・ハート2: ダイ・ハーター Die Hart: Die Harter                               | 本人                               | Amazonオリジナル映画 テレビシリーズの再編集版 | 奈良徹                                    |
| 2024   | ボーダーランズ Borderlands                                                       | ローランド                         |                                               | 平川大輔                                  |

### テレビ
| 年        | 邦題/原題                                                    | 役名         | 備考                                          | 吹き替え |
| --------- | ------------------------------------------------------------ | ------------ | --------------------------------------------- | -------- |
| 2011-2012 | モダン・ファミリー Modern Family                             | アンドレ     | 計2話出演                                     |          |
| 2013-2015 | サタデー・ナイト・ライブ Saturday Night Live                 | 本人         | ゲスト司会 計2話出演                          | N/A      |
| 2019      | ケヴィン・ハートのオレは無責任 Kevin Hart: Irresponsible     | 本人         | Netflix オリジナル スタンドアップコメディ     |          |
| 2020      | ケヴィン・ハートのもう知らねえ! Kevin Hart: Zero F**ks Given | 本人         | Netflix オリジナル スタンドアップコメディ     |          |
| 2020-     | Die Hart                                                     | 本人         | 長編映画に再編集                              | N/A      |
| 2021      | トゥルー・ストーリー 〜嘘と真実〜 True Story                 | キッド       | 計7話出演 兼製作総指揮 Netflix オリジナル     | 勝杏里   |
| 2023      | Kevin Hart: Reality Check                                    | 本人         | スタンダップコメディ                          | N/A      |
| 2024      | アボット エレメンタリー Abbott Elementary                    | 本人         | 「Mother's Day」に出演                        |          |
| 2024      | シークレット・レベル Secret Level                            | バディボッド | 声の出演 Amazon Prime Videoオリジナルシリーズ | 勝杏里   |

## その他
- ヤス島（アラブ首長国連邦・アブダビ） 初代チーフ・アイランド・オフィサー（2023年まで）